# Vinji Vrh pri Semiču
Vinji Vrh pri Semiču je naselje u slovenskoj Općini Semiču. Vinji Vrh pri Semiču se nalazi u pokrajini Dolenjskoj i statističkoj regiji Donjoposavskoj regiji. 

## Stanovništvo
Prema popisu stanovništva iz 2002. godine naselje je imalo 47 stanovnika.